# Noorwegen op de Olympische Winterspelen 1980
Tijdens de Olympische Winterspelen van 1980, die in Lake Placid (Verenigde Staten) werden gehouden, nam Noorwegen voor de dertiende keer deel.

## Medailleoverzicht
| Sport      | Olympiër                                               | Discipline            | Medaille |
| ---------- | ------------------------------------------------------ | --------------------- | -------- |
| Schaatsen  | Bjørg Eva Jensen                                       | 3000 m (v)            | Goud     |
| Langlaufen | Lars Erik Eriksen Per Knut Aaland Ove Aunli Oddvar Brå | 4x10 km estafette (m) | Zilver   |
| Schaatsen  | Kay Arne Stenshjemmet                                  | 1500 m (m)            | Zilver   |
| Schaatsen  | Kay Arne Stenshjemmet                                  | 5000 m (m)            | Zilver   |
| Langlaufen | Ove Aunli                                              | 15 km (m)             | Brons    |
| Langlaufen | Britt Pettersen Anette Bøe Marit Myrmæl Berit Aunli    | 4x5 km estafette (v)  | Brons    |
| Schaatsen  | Terje Andersen                                         | 1500 m (m)            | Brons    |
| Schaatsen  | Tom Erik Oxholm                                        | 5000 m (m)            | Brons    |
| Schaatsen  | Tom Erik Oxholm                                        | 10.000 m (m)          | Brons    |
| Schaatsen  | Frode Rønning                                          | 1000 m (m)            | Brons    |

## Deelnemers en resultaten

### Alpineskiën
| Olympiër              | Discipline       | Resultaat | Prestatie                       |
| --------------------- | ---------------- | --------- | ------------------------------- |
| Arnt Erik Dale        | afdaling (m)     | 19e       | 1.49,26 (+3,76)                 |
| Erik Håker            | afdaling (m)     | 17e       | 1.49,09 (+3,59)                 |
| Jarle Halsnes         | reuzenslalom (m) | 11e       | 2.44,49 (+3,75) 1.21,64+1.22,85 |
| Jarle Halsnes         | slalom (m)       | 16e       | 1.50,13 (+5,87) 56,44+53,69     |
| Knut Erik Johannessen | slalom (m)       | dnf-1     | opgave run 1                    |
| Paul Arne Skajem      | reuzenslalom (m) | 24e       | 2.47,11 (+6,37) 1.23,12+1.23,99 |
| Paul Arne Skajem      | slalom (m)       | 11e       | 1.47,21 (+2,95) 55,11+52,10     |
| Odd Sørli             | reuzenslalom (m) | 25e       | 2.47,30 (+6,56) 1.22,87+1.24,43 |
| Odd Sørli             | slalom (m)       | 20e       | 1.51,36 (+7,10) 56,93+54,43     |
|                       |                  |           |                                 |
| Torill Fjeldstad      | afdaling (v)     | 7e        | 1.39,69 (+2,17)                 |
| Torill Fjeldstad      | reuzenslalom (v) | 22e       | 2.49,66 (+8,00) 1.18,26+1.31,40 |
| Torill Fjeldstad      | slalom (v)       | dnf-1     | opgave run 1                    |

### Biatlon
| Olympiër                                            | Discipline             | Resultaat | Prestatie                                                                                            |
| --------------------------------------------------- | ---------------------- | --------- | --- |
| Svein Engen                                         | 20 km (m)              | 4e        | 1:11.30,25 (+3.13,94) pen.: 3 (0 / 2 / 0 / 1)                                                        |
| Sigleif Johansen                                    | 20 km (m)              | 13e       | 1:13.20,12 (+5.03,81) pen.: 2 (0 / 0 / 0 / 2)                                                        |
| Terje Krokstad                                      | 10 km (m)              | 17e       | 35.15,40 (+3.04,71) pen.: 4 (1 / 3)                                                                  |
| Odd Lirhus                                          | 10 km (m)              | 7e        | 34.10,39 (+1.59,70) pen.: 2 (1 / 1)                                                                  |
| Odd Lirhus                                          | 20 km (m)              | 23e       | 1:15.39,41 (+7.23,10) pen.: 8 (1 / 2 / 0 / 5)                                                        |
| Kjell Søbak                                         | 10 km (m)              | 5e        | 33.34,64 (+1.23,95) pen.: 1 (0 / 1)                                                                  |
| Svein Engen Kjell Søbak Odd Lirhus Sigleif Johansen | 4x7,5 km estafette (m) | 4e        | 1:38.11,76 (+4.08,49) pen.: 3-17 (1-5 / 0-5 / 2-3 / 0-4) (24.52,10 / 24.03,15 / 24.08,66 / 25.07,85) |

### Langlaufen
| Olympiër                                               | Discipline            | Resultaat | Prestatie                                                         |
| ------------------------------------------------------ | --------------------- | --------- | ----------------------------------------------------------------- |
| Per Knut Aaland                                        | 30 km (m)             | 16e       | 1:31.26,58 (+4.23,78)                                             |
| Ove Aunli                                              | 15 km (m)             | Brons     | 42.28,62 (+30,99)                                                 |
| Ove Aunli                                              | 30 km (m)             | 8e        | 1:29.54,02 (+2.51,22)                                             |
| Anders Bakken                                          | 50 km (m)             | 15e       | 2:35.33,26 (+8.08,66)                                             |
| Oddvar Brå                                             | 15 km (m)             | 9e        | 43.05,64 (+1.08,01)                                               |
| Oddvar Brå                                             | 30 km (m)             | 12e       | 1:30.46,70 (+3.43,90)                                             |
| Oddvar Brå                                             | 50 km (m)             | 7e        | 2:31.46,83 (+4.22,23)                                             |
| Lars Erik Eriksen                                      | 15 km (m)             | 10e       | 43.11,51 (+1.13,88)                                               |
| Lars Erik Eriksen                                      | 30 km (m)             | 10e       | 1:30.34,34 (+3.31,54)                                             |
| Lars Erik Eriksen                                      | 50 km (m)             | 4e        | 2:30.53,03 (+3.28,43)                                             |
| Tore Gullen                                            | 15 km (m)             | 30e       | 44.42,73 (+2.45,10)                                               |
| Kjell Jakob Sollie                                     | 50 km (m)             | 24e       | 2:38.06,07 (+10.41,47)                                            |
| Lars Erik Eriksen Per Knut Aaland Ove Aunli Oddvar Brå | 4x10 km estafette (m) | Zilver    | 1:58.45,77 (+1.42,31) (29.45,96 / 29.26,77 / 30.14,80 / 29.18,24) |
| Berit Aunli                                            | 5 km (v)              | 14e       | 15.48,93 (+42,01)                                                 |
| Berit Aunli                                            | 10 km (v)             | 13e       | 31.46,11 (+1.14,57)                                               |
| Anette Bøe                                             | 5 km (v)              | 24e       | 16.17,35 (+1.10,43)                                               |
| Marit Myrmæl                                           | 5 km (v)              | 18e       | 15.58,11 (+51,19)                                                 |
| Marit Myrmæl                                           | 10 km (v)             | 20e       | 32.25,14 (+1.53,60)                                               |
| Hege Peikli                                            | 10 km (v)             | 37e       | 34.05,03 (+3.33,49)                                               |
| Britt Pettersen                                        | 5 km (v)              | 21e       | 16.03,58 (+56,66)                                                 |
| Hilde Riis                                             | 10 km (v)             | 30e       | 33.08,68 (+2.37,14)                                               |
| Britt Pettersen Anette Bøe Marit Myrmæl Berit Aunli    | 4x5 km estafette (v)  | Brons     | 1:04.13,50 (+2.02,40) (16.08,65 / 15.56,61 / 16.15,91 / 15.52,33) |

### Noordse combinatie
| Olympiër             | Discipline | Resultaat | Prestatie                                                                                           |
| -------------------- | ---------- | --------- | --------------------------------------------------------------------------------------------------- |
| Tom Sandberg         | mannen     | 4e        | 418,47 punten schans: 203,7 p 93,7 (72,5 m)+104,6 (81,0 m)+99,1 (78,0 m) 15 km: 214,77 p (48.19,04) |
| Hallstein Bøgseth    | mannen     | 11e       | 398,99 punten schans: 203,8 p 95,0 (73,0 m)+95,4 (76,5 m)+108,4 (83,5 m) 15 km: 195,19 p (50.29,09) |
| Odd Arne Engh        | mannen     | 29e       | 328,15 punten schans: 199,9 p 70,7 (62,5 m)+99,9 (79,0 m)+100,0 (79,5 m) 15 km: 128,25 p (57.56,02) |
| Arne Morten Granlien | mannen     | dnf       | opgave schans: 158,5 p 76,0 (65,5 m)+80,5 (70,0 m)+78,0 (69,5 m) 15 km: opgave                      |

### Schaatsen
| Olympiër              | Discipline   | Resultaat | Prestatie         |
| --------------------- | ------------ | --------- | ----------------- |
| Terje Andersen        | 1000 m (m)   | 12e       | 1.18,52 (+3,34)   |
| Terje Andersen        | 1500 m (m)   | Brons     | 1.56,92 (+1,48)   |
| Kai Arne Engelstad    | 500 m (m)    | 16e       | 39,30 (+1,27)     |
| Tom Erik Oxholm       | 5000 m (m)   | Brons     | 7.05,59 (+3,30)   |
| Tom Erik Oxholm       | 10.000 m (m) | Brons     | 14.36,60 (+8,47)  |
| Jarle Pedersen        | 500 m (m)    | 6e        | 38,83 (+0,80)     |
| Alf Rekstad           | 10.000 m (m) | 13e       | 15.05,70 (+37,57) |
| Frode Rønning         | 500 m (m)    | 4e        | 38,66 (+0,63)     |
| Frode Rønning         | 1000 m (m)   | Brons     | 1.16,91 (+1,73)   |
| Kay Arne Stenshjemmet | 1500 m (m)   | Zilver    | 1.56,81 (+1,37)   |
| Kay Arne Stenshjemmet | 5000 m (m)   | Zilver    | 7.03,28 (+0,99)   |
| Jan Egil Storholt     | 1000 m (m)   | 17e       | 1.19,34 (+4,16)   |
| Jan Egil Storholt     | 1500 m (m)   | 6e        | 1.57,95 (+2,51)   |
| Øyvind Tveter         | 5000 m (m)   | 5e        | 7.08,36 (+6,07)   |
| Øyvind Tveter         | 10.000 m (m) | 5e        | 14.43,53 (+15,40) |
| Bjørg Eva Jensen      | 1000 m (v)   | 12e       | 1.28,55 (+4,45)   |
| Bjørg Eva Jensen      | 1500 m (v)   | 4e        | 2.12,59 (+1,64)   |
| Bjørg Eva Jensen      | 3000 m (v)   | Goud      | 4.32,13           |
| Lisbeth Korsmo        | 1500 m (v)   | 14e       | 2.15,63 (+4,68)   |
| Lisbeth Korsmo        | 3000 m (v)   | 20e       | 4.54,95 (+22,82)  |

### Schansspringen
| Olympiër     | Discipline         | Resultaat | Prestatie                                            |
| ------------ | ------------------ | --------- | ---------------------------------------------------- |
| Per Bergerud | normale schans (m) | 18e       | 224,0 punten 110,7 p. (80,0 m) + 113,3 p. (81,0 m)   |
| Per Bergerud | grote schans (m)   | 16e       | 224,8 punten 120,9 p. (108,0 m) + 103,9 p. (98,0 m)  |
| Ivar Mobekk  | normale schans (m) | 27e       | 208,6 punten 97,6 p. (74,0 m) + 111,0 p. (80,5 m)    |
| Ivar Mobekk  | grote schans (m)   | 24e       | 212,5 punten 102,8 p. (99,0 m) + 109,7 p. (102,5 m)  |
| Roger Ruud   | normale schans (m) | 13e       | 234,2 punten 113,3 p. (81,0 m) + 120,9 p. (84,5 m)   |
| Roger Ruud   | grote schans (m)   | 6e        | 243,0 punten 122,7 p. (110,0 m) + 120,3 p. (109,0 m) |
| Johan Sætre  | normale schans (m) | 14e       | 231,8 punten 118,0 p. (83,0 m) + 113,8 p. (81,0 m)   |
| Johan Sætre  | grote schans (m)   | 31e       | 202,2 punten 102,0 p. (97,0 m) + 100,2 p. (95,0 m)   |

### IJshockey
| Olympiër | Discipline | Resultaat | Prestatie |
| --- | ---------- | --------- | --- |
| Jim Marthinsen Thore Wålberg Nils Nilsen Thor Martinsen Trond Abrahamsen Rune Molberg Øivind Løsåmoen Erik Pedersen Øystein Jarlsbo Håkon Lundenes Geir Myhre Morten Johansen Morten Sethereng Knut Andresen Tore Falch Nilsen Tom Røymark Vidar Johansen Petter Thoresen Knut Fjeldsgaard Stephen Foyn | mannen     | 11e       | Voorronde groep B: 0-11 Noorwegen - Tsjecho-Slowakije 4-10 Noorwegen - Bondsrepubliek Duitsland 1- 5 Noorwegen - Verenigde Staten 1- 7 Noorwegen - Zweden 3- 3 Noorwegen - Roemenië |

Andorra · Argentinië · Australië · België · Bolivia · Bondsrepubliek Duitsland · Bulgarije · Canada · China · Costa Rica · Cyprus · Duitse Democratische Republiek · Finland · Frankrijk · Griekenland · Groot-Brittannië · Hongarije · IJsland · Italië · Japan · Joegoslavië · Libanon · Liechtenstein · Mongolië · Nederland · Nieuw-Zeeland · Noorwegen · Oostenrijk · Polen · Roemenië · Sovjet-Unie · Spanje · Tsjecho-Slowakije · Verenigde Staten · Zuid-Korea · Zweden · Zwitserland